# Douriez
Douriez es una comuna francesa, situada en el departamento de Paso de Calais y la región Norte-Paso de Calais.

## Demografía
| 276             | 281 | 239 | 259 | 256 | 296 |
| (Fuente: INSEE) |     |     |     |     |     |

## Lugares y monumentos

### Monumentos históricos
Iglesia de la Natividad de Nuestra Señora (cad. B 131): clasificado por resolución de 16 de diciembre de 1982.